# Ceritaenia ceria
Ceritaenia ceria es una especie de polilla de la familia Tortricidae. Se encuentra en Río Grande del Sur en Brasil.